# زیرآب دیگ بخار

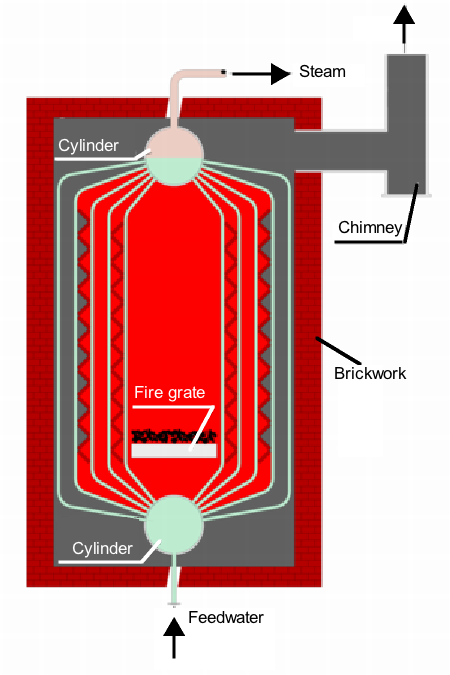

زیرآب زنی یا بلودان(به انگلیسی: Blowdown) عبارت است از خارج ساختن آب اشباع شده از مواد معلق و نمک‌های محلول از دیگ بخار.
آبی که به این طریق از دیگ خارج می‌گردد به وسیلهٔ آب تغذیه جدید که دارای مواد محلول کمتر است تأمین می‌گردد از این رو با داشتن مقدار معین و مشخص از زیرآب می‌توان از تغلیظ موادی که باعث نارسایی کار دیگ‌ها می‌گردند جلوگیری به‌عمل آورد و مقدار مواد معلق یا محلول را بر مبنای طراحی دیگ که براساس فشار و ضریب راندمان حرارتی دیگ تدوین شده‌اند ثابت نگه داشت. شیرهای زیرآب به اشکال مختلفی تولید می‌شوند. عملکرد آن‌ها می‌تواند به صورت دستی باشد یا با عملگر نیوماتیکی باز و بسته شوند. در سیستم‌های زیرآب پیوسته عملکرد این شیرها با موتور برقی همراه است.

## كنترل زير آب (بلودان) در ديگ بخار
جهت كنترل آب ديگ بخار از نظر دارا بودن شرايطی كه موجب خوردگی، رسوب، تراوش املاح و ديگر مشكلات نگردد، لازم است بر اساس مشخصاتی نسبت به خارج كردن آب ديگ بخار از طريق زير آب(blowdown) اقدام نمود. اين روش در خارج نمودن ذرات معلق بسيار مؤثر است. تشكيل جامدات در ديگ بخار به سبب آلودگی آب تغذيه به ديگ بخار، ته نشينی به سبب عدم بهبود سازی داخلی و يا محدوديت بيش از اندازه نمك ها می باشد. نهايتا جايگزينی آب خارج شده از طريق زيرآب با آب تازه ای صورت خواهد گرفت. درصد تخليه ديگی بخار از رابطه زير محاسبه می گردد.
درصد تخليه = ۱۰۰ *  مقدار آب تغذیه / مقدار آب تخلیه شده
حدود تغييرات زيرآب براي آب تغذيه به ديگ بخار با كيفيت بسيار بالا كمتر از يك درصد خواهد بود ولی براي سيستم های بحرانی كه آبی با كيفيت ضعيف و بد دارند مي تواند حتی بالاتر از ۲۰ درصد هم باشد. در واحدهایی كه نرم سازی آب تغذيه به ديگ بخار توسط سديم زئوليت انجام گرديده است مقدار درصد زيرآب از طريق آزمايش كلرايد صورت می گيرد. در ديگ های بخار با فشار بالا جهت تعيين درصد تخليه ممكن است از يک ماده خنثی محلول بعنوان ردياب كه به آب ديگ بخار افزوده می گردد استفاده نمود. جدول ۱-۱۶ چگونگی محاسبه در مورد درصد تخليه را معلوم می دارد.

## عوامل محدود كننده در تخليه
اولين هدف از تخليه، نگهداری از مواد جامد معلق در ديگ بخار بر اساس ضوابط داده شده می باشد. اين ضوابط در شرايط عادی مرتبط با فشار ديگ بخار است. در بعضی مواقع كه آب ديگ بخار دستخوش آلودگی هاي حاد گردد می بايستی نسبت به تخليه آن سريعا اقدام نمود. تخليه در شرايط عملياتی تا حذف ماده آلوده كننده ادامه خواهد يافت. مقدار نياز به تخليه مربوط به طراحی، شرايط عملياتی و ميزان آلودگی آب تغذيه به ديگ بخار می باشد. در بيشتر سيستم ها براساس ميزان قليائيت، سليس و ذرات معلق معلوم خواهد گرديد.
سال های متمادی مقدار تخليه بر اساس محدوديت از آلودگی آب ديگ بخار بود كه توسط انجمن سازندگان ديگ بخار در آمريكا برقرار گرديد، كه تضمينی در درجه خلوص بخار بوده است.